# Роганович, Новак
Новак Роганович (14 января 1932 — 4 февраля 2008) — югославский футболист, большую часть карьеры провёл за «Воеводину», победитель Олимпийских игр 1960 года в составе сборной Югославии.

## Биография
Родился 14 января 1932 года в Сенте. Воспитанник одноимённой команды, с которой выиграл региональный чемпионат Войводины в 1950 году. С 1953 по сентябрь 1963 года он сыграл 157 матчей и забил семь голов за «Воеводину». Он был вице-чемпионом Югославии в 1957 и 1962 годах.
Он сыграл семь матчей за сборную Югославии. Он дебютировал 1 января 1960 года в матче против Марокко в Касабланке (5:0), а свою последнюю игру провёл 10 сентября того же года против Дании в Риме (3:1). Это был финал Олимпийского турнира, в котором югославские футболисты завоевали золотые медали.
Он сыграл один сезон за клуб «Аустрия Вена», а в сезоне 1964/65 выступал за голландский коллектив «Энсхедезе Бойз», в котором завершил карьеру. После окончания карьеры вернулся на родину.
Умер 4 февраля 2008 года в Нови-Саде.